# ゾンネベルク
ゾンネベルク（ドイツ語: Sonneberg ['zɔnəbɛrk]ゾネベルク）は、ドイツ連邦共和国のテューリンゲン州にある市。ゾンネベルク郡の郡庁所在地である。ゾネベルクと表記されることもある。

## 概略
広義的なフランケン地方の北東部に属し、100㎞ほど北に位置するヴァルタースハウゼンと並んで、20世紀初頭までは玩具産業の街として知られていた。
歴史的な玩具を収蔵したドイツ玩具博物館("Deutsches Spielzeugmuseum")は観光名所になっている。

## 出身者
- デトレフ・ウルチ - 柔道家
- モニカ・デバートサウザー - スキー選手
- フェリックス・ロッホ - リュージュ選手
- ダビット・メラー - リュージュ選手

## 引用
1. ↑  Bevölkerung der Gemeinden vom Thüringer Landesamt für Statistik
2. ↑   Duden Das Aussprachewörterbuch (6 ed.). Dudenverlag. (2005). p. 735. ISBN 978-3-411-04066-7